# ويليام إي. كاسل
ويليام إي. كاسل (بالإنجليزية: William Ernest Castle)‏ هو عالم أحياء وعالم وراثة وعالم حيوانات وأستاذ جامعي أمريكي، ولد في 25 أكتوبر 1867 في أوهايو في الولايات المتحدة، وتوفي في 3 يونيو 1962 في بيركيلي في الولايات المتحدة.